# Polje pri Tržišču
Polje pri Tržišču je naselje v Občini Sevnica.